# Académie centrale des beaux-arts de Chine
Pour les articles homonymes, voir Académie des beaux-arts.
L'Académie centrale des beaux-arts de Chine (chinois simplifié : 中央美术学院 ; pinyin : zhōngyāng měishù xuéyuàn ; anglais : Central Academy of Fine Arts abrégé en CAFA) est une importante école d'art chinoise située au 8 rue Huajiadinan dans le district de Chaoyang de Pékin.

## Présentation
CAFA comprend huit instituts spécialisés : institut de la peinture chinoise, institut des arts plastiques, institut de design, institut d'architecture, institut des humanités, institut de design urbain, institut d’art expérimental et institut de gestion et d’éducation des arts. Un centre de recherche en arts plastiques, une école de formation continue et une école secondaire des beaux-arts sont également affiliés.
L'Académie propose des programmes secondaires professionnels (l'école secondaire des beaux-arts affiliée), des programmes de certificat collégial (l'école de formation continue), des programmes du premier cycle, des programmes de master, des programmes de doctorat et des programmes de chercheurs invités. Il y a pour l’instant 662 enseignants, plus de 4 700 étudiants du premier cycle et des cycles supérieurs, et plus de 100 étudiants étrangers venant d'une douzaine de pays.
CAFA dispose au total d’une superficie d'enseignement et de recherche de 495 mu (environ 330 000 mètres carrés), et d'une superficie bâtie de 247 000 mètres carrés.
CAFA s'est engagée à mettre en place une structure moderne des disciplines artistiques dans laquelle les arts plastiques, le design, l'architecture, et les sciences humaines s’entraident et s’influencent.

## Histoire
CAFA était à l’origine l’École nationale des Arts de Beiping, dont l’histoire pourrait remonter à la fondation de l’École nationale des Beaux-Arts de Beijing en 1918, sous l’initiative de l’éducateur éminent Cai Yuanpei. Zheng Jin, célèbre éducateur en arts, a été le premier président de l'École nationale des Beaux-Arts de Beijing. La dernière était la première École nationale des beaux-arts de l'histoire chinoise et marquait le début de l'éducation moderne des beaux-arts en Chine. En novembre 1949, l’École nationale des Arts de Beiping a fusionné avec le département des beaux-arts du troisième campus de l’Université de Chine du Nord, qui était à l’origine le département des beaux-arts de l’Académie des Beaux-Arts Lu Xun à Yan'an, fondée en 1938.
Sous l’autorisation du gouvernement populaire central, l'École nationale des Beaux-Arts a été fondée. Le Président Mao Zedong a écrit le nom de l'école et Xu Beihong est devenu le premier président. En janvier 1950, avec l'approbation du Conseil d'administration du gouvernement populaire central, l’école a été officiellement nommé l’Académie Centrale des Beaux-Arts de Chine. Le 1er avril, la cérémonie d'inauguration de CAFA s'est déroulée dans ses propres locaux, à savoir No. 5 Xiaowei Hutong, Wangfujing, Beijing.

## Enseignants célèbres
Au cours des 95 dernières années, CAFA a attiré un grand nombre des talents artistiques, notamment ceux des beaux-arts chinois, formant ainsi un groupe des enseignants exceptionnels.
Avant la fondation de la République Populaire de Chine, CAFA avait invité de nombreux artistes renommés, parmi lesquels figuraient des maîtres de peinture chinoise, tels que Chen Shizeng, Qi Baishi, Huang Binhong, Pan Tianshou, Lyu Fengzi, Chen Zhifo, Jiang Zhaohe, Ye Qiaoyu, Fu Xinshe, Wu Jingting, Li Kuchan, Li Keran, et Wang Xuetao ; des maîtres d’art et des historiens ayant fini leurs études à l’étranger, tels que Lin Fengmian, Xu Beihong, Wu Fading, Wen Yiduo, Teng Gu, Wu Zuoren, Chang Shuhong, Ai Qing, Pang Xunqin, Hua Tianyou, et Zhu Guangqian; et également des écrivains et des musiciens, tels que Yu Dafu, Zhou Zuoren, Xie Bingxin, Xiong Foxi, Xiao Youmei, et Liu Tianhua. Grâce à ces enseignants extraordinaires, CAFA ont formé un groupe de talents influents : Wang Ziyun, Liu Kaiqu, Tan Zuyao, Xian Xinghai, Lei Guiyuan, Li Jianchen, Wang Manshuo, Fu Tianchou, etc.
Après la fondation de la République Populaire de Chine en 1949, une équipe pédagogique composée de professionnels de haut niveau a été formée. Ces personnes exceptionnelles de création et d'enseignement ont joué un rôle primordial aux milieux de l’art chinois et de l’éducation artistique en Chine. Ainsi, CAFA est devenue l'école d'art la plus puissante en matière de ressources humaines de cette époque. Outre les enseignants susmentionnés, divers professionnels se sont rassemblés et ont formé un groupe d'artistes et de théoriciens de l'art bien connus dans tout le pays. Parmi les artistes et théoriciens remarquables de l'art chinois figurent Xu Xingzhi, Tian Shiguang, Liu Lingcang, Zong Qixiang, Li Hu, Guo Weiqu, Gao Guanhua, Zhang Ding, Xiao Shufang, Li Qi, Liu Boshu, Lu Shen, Zhou Sicong, Huang Runhua, Yao Youduo, Jia Youfu, Guo Yicong et Zhang Lichen. Parmi les artistes et théoriciens remarquables de la peinture à l’huile figurent Hu Yichuan, Ai Zhongxin, Luo Gongliu, Dong Xiwen, Wang Shikuo, Xu Xingzhi, Feng Fasi, Ni Yide, Wu Guanzhong, Dai Ze, Sun Zongwei, Wei Qimei, Li Zongjin, Zhao Yu, Lin Gang, Hou Yimin, Zhan Jianjun, Jin Shangyi, Sun Zixi, Du Jian, Li Tianxiang, Zhong Han, Wen Lipeng, Pan Shixun, Zhu Naizheng, et Yuan Yunsheng. Parmi les artistes et théoriciens remarquables de la gravure figurent Jiang Feng, Li Hua, Gu Yuan, Yan Han, Wang Qi, Huang Yongyu, Xia Tongguang, Chen Xiaonan, Hong Bo, et Wu Biduan. Parmi les artistes et théoriciens remarquables de la sculpture figurent Liu Kaiqu, Zeng Zhushao, Wang Bingzhao, Fu Tianchou, Liu Xiaocen, Situ Jie, et Qian Shaowu. Parmi les artistes et théoriciens remarquables de l'histoire de l'art figurent Wang Xun, Wang Chaowen, Cai Yi, Chang Renxia, Zhang Anzhi, Jin Weinuo, Shao Dazhen, Li Chun, Bo Songnian, Tang Chi, Li Songtao, Sun Meilan, et Li Shusheng.
- Catherine McDermott, designer britannique[2].

## Formation
CAFA offre 20 programmes de licence : peinture chinoise, calligraphie, peinture, sculpture, art expérimental, communication visuelle, design industriel, design objet, multimédias numériques, design vêtement, photographie, beaux-arts, théorie et histoire de l’art, gestion de l'industrie culturelle, architecture, aménagement paysager, photographie et production de films et de télévision, design environnement, art public, et animation.
Depuis 2004, l'Académie adopte un système de crédits pour la gestion de l'enseignement et un nouveau calendrier académique. Il y a 38 semaines d'enseignement par année universitaire, et chaque année scolaire est divisée en trois semestres. Le premier semestre de 20 semaines concerne les cours obligatoires requis par l'Académie et les Instituts. Le deuxième semestre de 10 semaines est consacré aux cours professionnels et aux cours dispensés hors campus. Le troisième semestre de 8 semaines est destiné aux cours professionnels et publics au choix. Les étudiants peuvent choisir des cours interdisciplinaires en fonction de leurs loisirs et de leurs besoins en matière de développement professionnel.

## Conditions d'enseignement
L’Académie dispose au total d’une superficie d'enseignement et de recherche de 495 mu (environ 330 000 mètres carrés), et d'une superficie bâtie de 247 000 mètres carrés. Le campus de Wangjing couvre 205 mu, avec une superficie bâtie de 144 000 mètres carrées ; le campus Yanjiao couvre 205 mu, avec une superficie bâtie de 68 000 mètres carrés ; le campus Houshayu couvre 67 mu, avec une superficie bâtie de 29 000 mètres carrés ; et le campus de Xiaoying couvre 18 mu, avec une superficie bâtie de 6 000 mètres carrés.
CAFA offre un environnement technique et technologique idéal à ses étudiants : salles de classe, ateliers professionnels d'expérimentation (laboratoires), bibliothèque, musée des beaux-arts, gym, salles de classe multimédias et d’autres installations pédagogiques avancées. Les ateliers professionnels d'expérimentation (laboratoires) sont bien équipés de techniques de pointe et soutiennent fortement l’enseignement et l’amélioration disciplinaire. Avec près de 400 000 ouvrages, la bibliothèque est l’une des bibliothèques des beaux-arts les plus avancées de Chine. Le musée des beaux-arts abrite de précieuses collections, dont plus de 2 000 peintures depuis les dynasties Ming et Qing. En plus d’organiser régulièrement des expositions d’œuvres des enseignants et des étudiants de l’Académie, le musée expose également des œuvres d’art de haut niveau réalisées par des artistes nationaux et étrangers. La gym et les salles de classe multimédias peuvent tous répondre à divers besoins pédagogiques.
De plus, CAFA a également deux publications académiques de classe A au niveau national : « la Recherche d’Art » et « l’Art du Monde ».

## Élèves notoires
- Zhang Dali diplômé en 1987.
- Shao Fei
- Han Shuli, né en 1948[3].
- Luo Li Rong, élève entre 2000 et 2005.